# Charitopes leucobasis
Charitopes leucobasis är en stekelart som beskrevs av Henry Keith Townes, Jr. 1983. Charitopes leucobasis ingår i släktet Charitopes och familjen brokparasitsteklar. Inga underarter finns listade i Catalogue of Life.